# (11706) Rijeka
(11706) Rijeka est un astéroïde de la ceinture principale.

## Description
(11706) Rijeka est un astéroïde de la ceinture principale. Il fut découvert le 20 avril 1998 à Višnjan par Korado Korlević et Marino Dusić. Il présente une orbite caractérisée par un demi-grand axe de 2,91 UA, une excentricité de 0,06 et une inclinaison de 2,0° par rapport à l'écliptique.

## Compléments